# Miquel VII Ducas
Miquel VII Ducas Parapinaces (Μιχαήλ Ζ΄ Δούκας, Mikhaïl VII Dukas) fou emperador romà d'Orient del 1071 al 1078. Tot i que s'esperava que succeís al seu pare mort, no hagués pogut assolir el tron si no fos pel suport del seu oncle Joan Ducas, ja que el seu padrastre Romà IV Diògenes es negava a abandonar la regència. Va haver de governar durant una època difícil durant la qual l'imperi va estar amenaçat pels invasors normands i els seljúcides però, a més, no va tenir prou talent per mantenir un govern fort i diversos aspirants el van importunar fins a fer-lo abdicar.

## Ascens al poder
Era fill primogènit de Constantí X Ducas qui, des del 1059 el va associar al tron. Quan el pare va morir el 1067 després de deixar als seus tres fills: Miquel, Andrònic i Constantí per succeir-li conjuntament, sota regència de la seva mare Eudòxia Macrembolitissa. Aquesta es va casar amb el general Romà IV Diògenes (1068) i tots dos van ser regents fins que l'agost del 1071 Romà Diògenes fou fet presoner per Alp Arslan, el soldà seljúcida, durant la batalla de Mantziciert. Quan això es va saber a la capital, el seu oncle Joan Ducas va proclamar emperador el seu nebot Miquel amb l'objectiu de regnar en el seu nom. Romà va retornar aviat del captiveri però fou empresonat i cegat i va morir a causa d'una infecció a la conca dels ulls (l'octubre del 1071) mentre Eudòxia es va retirar a un convent. Miquel va tenir com a educador i custodi a Miquel Psel·los que el va iniciar en el coneixement de la gramàtica i la retòrica però no en la història.

## Període de govern
El 1071 es va establir el govern d'uns ministres que van governar en nom de Miquel: el seu oncle Joan (amb el títol de cèsar), Joan bisbe de Sida a Pamfília, l'eunuc Niceforitzes i d'altres. Com que el rescat que s'havia de pagar per Romà no havia estat pagat, Alp Arslan va envair l'imperi el 1072. Isaac Comnè i Aleix Comnè van dirigir l'exèrcit contra el soldà seljúcida, però per la manca de disciplina entre les tropes, Isaac va perdre la batalla i va caure presoner, encara que després va ser rescatat per Aleix.
Es preparaven per nous combats quan Urseli, un normand comandant d'un cos d'europeus al servei de Constantinoble, que s'havia apoderat de diverses fortaleses a les muntanyes de l'Antitaure, Armènia i Lazika, va començar a establir un estat independent contra turcs i grecs i amb aquest propòsit va intrigar amb Joan Cèsar, que com a virtual presoner fou proclamat emperador romà d'Orient pels europeus i alguns grecs. Ursel fou derrotat i fet presoner pels turcs però va poder obtenir la llibertat i es va retirar al Pont on el va empaitar Nicèfor Paleòleg que el va derrotar en una decisiva batalla. Tot seguit Urseli va caure en mans del turcs novament i va ser comprat per Aleix Comnè, que el va enviar a Constantinoble (1073) on fou tancat a la presó.
Tots aquests infortunis van fer devaluar la moneda, fet que va originar el sobrenom de Miquel, Parapinaces, que vol dir 'menys un quart'.
El 1074 els búlgars, exasperats per les excessives recaptacions de Niceforitzes, el conseller preferit de l'emperador Miquel, van intentar desfer-se del jou grec i van oferir la corona a Bodí, el net de Miquel de Sèrbia. Aquest va ajudar a la rebel·lió. El governador romà d'Orient era Nicèfor Carentè, un home competent, que va prendre mesures per sufocar la revolta, però fou substituït per Damià Dalassè que devia el seu ascens a intrigues cortesanes i no estava capacitat; al cap de sis setmanes era presoner dels búlgars i l'exèrcit havia fugit. Brienni que havia estat nomenat cèsar després de la captivitat de Joan, va restaurar la sort dels grecs i va derrotar Bodí en diverses batalles; finalment Bodí fou fet presoner, i fou tancat a una fortalesa siriana, d'on es va escapar al cap de poc i va tornar a Sèrbia on va esdevenir rei a la mort del seu pare.
Nicèfor Brienni, mentrestant, havia obligat els serbis a signar la pau, i va eliminar els pirates normands de la mar Adriàtica i la mar Jònica. L'exèrcit del Danubi, format per auxiliars bàrbars, es va amotinar dirigit pel seu comandant Nèstor, però la revolta fou dominada.

## L'abdicació
Després de tants èxits i mal aconsellat, Nicèfor Brienni es va revoltar i fou proclamat emperador sota les muralles d'Adrianòpolis. Va enviar el seu germà, Joan Brienni, a assetjar Constantinoble i ell va continuar consolidant el seu poder a Tràcia i Macedònia. La capital fou defensada per Constanci Ducas, per Aleix Comnè i per Urseli, que va recuperar la llibertat a condició d'utilitzar el seu talent militar en aquesta defensa.
Mentrestant una altra revolta va esclatar a Orient, on Nicèfor Botaniates es va proclamar emperador deu dies després que Brienni. Amb un exèrcit en majoria format per turcs, va arribar fins a Nicea; ja llavors els homes de Joan Brienni havien abandonat el setge de Constantinoble per manca de disciplina i el seu cap va haver de tornar als quarters del seu germà Nicèfor. Botaniates va rebre aviat el suport de clergues i generals descontents de Miquel i hostils a Brienni, i el rebel va rebre una invitació per ocupar la ciutat i el tron.
Abandonat per tots menys per Aleix i Isaac Comnè, Miquel va haver d'abdicar el 25 de març de 1078. Botaniates va pujar al tron i va continuar la lluita contra Brienni. Miquel es va retirar a un convent i poc temps després fou nomenat per l'emperador metropolità d'Efes, càrrec per al qual estava millor dotat que pel tron.

## Matrimoni
L'any 1065, abans de la mort del seu pare i amb només quinze anys, es va casar amb la princesa Maria d'Alània. Van tenir un fill anomenat Constantí, que va rebre l'estatus de coemperador d'Aleix I Comnè. Quan Miquel va abdicar i es va fer monjo, la seva esposa va considerar el matrimoni nul i es va tornar a casar, aquesta vegada amb Nicèfor III Botaniates, l'home que havia muntat la rebel·lió per fer-lo fora.